# النجيد (إب)

تعديل مصدري - تعديل

النجيد محلة تابعة لقرية الدنوه القبلية، التابعة لعزلة الروس بمديرية إب إحدى مديريات محافظة إب في الجمهورية اليمنية.، بلغ تعداد سكانها 82 حسب تعداد اليمن لعام 2004.